# Aremark
Aremark es un municipio situado en la provincia de Østfold, Noruega. Tiene una población estimada, en 2022, de 1315 habitantes.
Se estableció como municipio el 1 de enero de 1838. El nuevo municipio de Øymark se separó de Aremark el 1 de julio de 1903.

## Etimología
El nombre de este municipio en nórdico antiguo fue Aramörk. El primer elemento es el caso genitivo del nombre del lago Ari (ahora Aremarksjøen). El nombre Ari probablemente significa «águila» y mark significa «bosque».

## Escudo de armas
El escudo de armas le fue concedido el 7 de noviembre de 1986. Este escudo muestra dos alces color azul sobre un fondo plateado. El alce fue escogido debido a los grandes bosques y los muchos animales de la zona.

## Economía
Las dos industrias más importantes en el municipio de Aremark son la agricultura y la silvicultura.

## Cultura
Cada dos años en Aremark hay un festival llamado Elgfestivalen («Festival del Alce») en un área festiva del campamento Kirkeng. Este festival se celebra desde septiembre de 1998 y dura un fin de semana.
Aremark ha aparecido en varias películas y en la televisión. Las películas noruegas Folk flest bor i Kina («Mucha gente vive en China») y Celofan fueron ambas filmadas en el municipio. El espectáculo Farmen se filma en Bøensæther husmannsplass, cerca de Marker.